# Colata continua

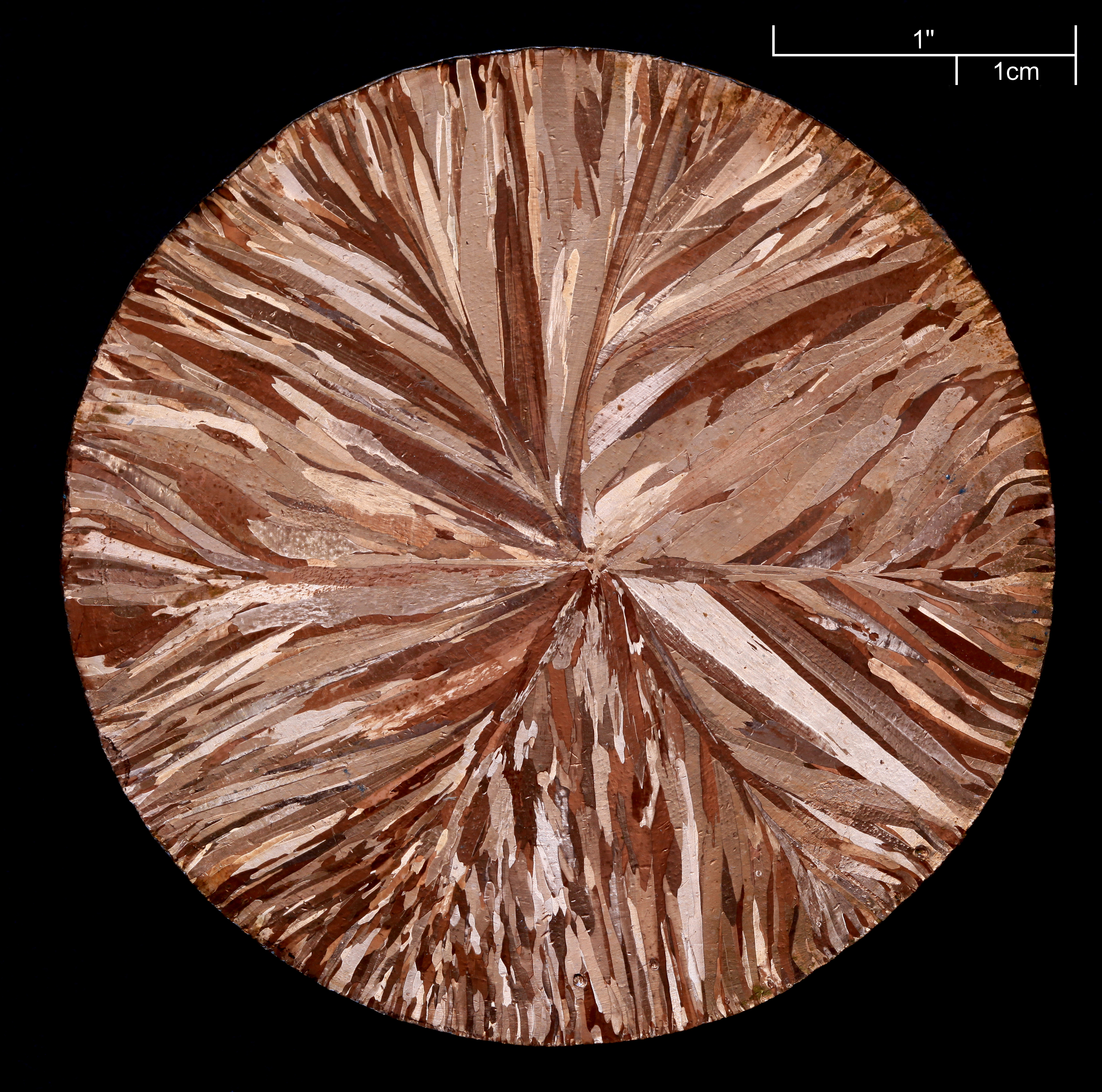
Disco di rame ottenuto per colata continua (purezza 99,95%, diametro 83 mm circa) e pulito mediante trattamento chimico

La colata continua è un processo di produzione industriale del tipo fusione, in cui al materiale liquido (metallo) viene fatta attraversare per forza gravitazionale una forma permanente ad alta conducibilità termica a fondo aperto, detta lingottiera, ricavata in rame e raffreddata esternamente con acqua e lubrificata per impedire usura a freddo.
Durante la fase iniziale si pone una falsa billetta sul fondo che blocca il liquido il quale inizia a solidificare a contatto con le pareti. La falsa billetta inizierà quindi a scendere man mano che si forma il solido. Grazie al raffreddamento forzato, nella lingottiera il metallo si solidifica in superficie mentre rimane liquido in gran parte della parte interna della sua sezione. Tuttavia, questa pelle solidificata, tuttora rovente, fornisce abbastanza stabilità all'intero pezzo colato da poterlo far scendere attraverso un percorso curvo, il cui diametro misura alcuni metri, e nel quale continua ad essere raffreddato forzatamente attraverso degli spruzzi d'acqua diretti. Giunto in orizzontale, gran parte della sezione del pezzo colato, anche se non tutta, è ormai solidificata.
Il metallo solidificato ha un volume minore di quello liquido, pertanto si stacca dalle pareti lubrificate della lingottiera. In questa fase cambia il regime termico: da metallo-lingottiera a metallo-aria-lingottiera.
Dato che il pezzo colato, in teoria, è senza fine, ed in pratica lungo molte centinaia di metri, esso va tagliato a misura mediante una fiamma ad ossigeno e lasciato raffreddare del tutto per effetto dell'aria, giacendo su una placca di raffreddamento oppure, nel caso ideale, viene immesso ancora rovente in un laminatoio per essere lavorato ulteriormente (carica calda).
Solitamente, una macchina di colata continua dispone di più linee di colata, ciascuna attrezzata di lingottiera, percorso di raffreddamento, e taglio ad ossigeno oppure a cesoia (in caso di billette di piccola sezione). Le diverse linee vengono alimentate da un contenitore di distribuzione, detto paniera, a sua volta riempito di metallo trasportato dal forno o convertitore alla paniera mediante siviera.
I semilavorati ottenuti dal processo di colata continua, a seconda della loro sezione, vengono chiamati billette, blumi o bramme, e sono destinati ad ulteriori processi di produzione industriale, quali ad es. la forgiatura o la laminazione.
Inoltre la colata continua offre il vantaggio di produrre un acciaio più omogeneo e di qualità rispetto alla colata in lingottiera.